# Japanische Buche

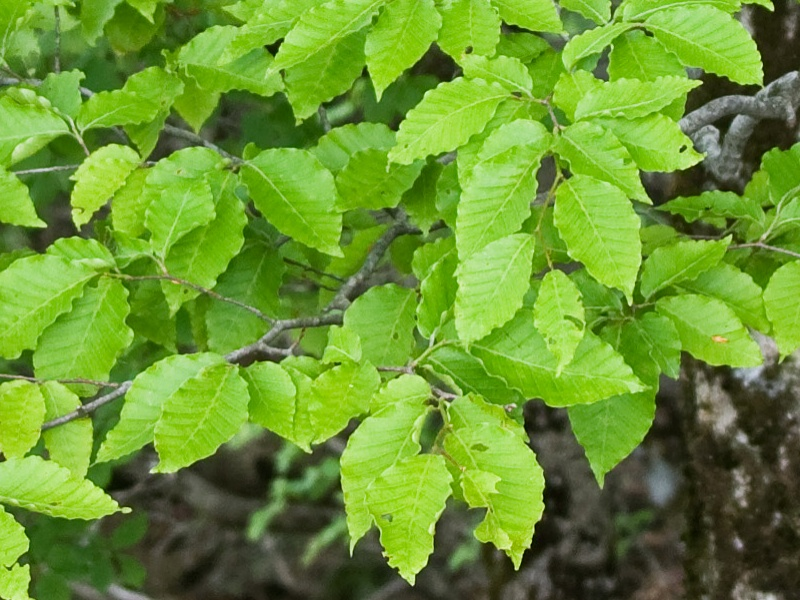
Zweig einer Japanischen Buche (Fagus japonica)

Die Japanische Buche (Fagus japonica) ist ein Laubbaum aus der Gattung der Buchen. Ihr natürliches Verbreitungsgebiet ist Japan.

## Beschreibung
Die laubabwerfende Japanische Buche erreicht eine Höhe von bis über 25 Metern und ist meist mehrstämmig. Der Stammdurchmesser erreicht über 90 Zentimeter. Die grau-braune bis gräuliche Borke ist relativ glatt bis leicht rissig.
Die wechselständigen und kurz gestielten Laubblätter sind 5 bis 9 Zentimeter lang, elliptisch oder verkehrt-eiförmig bis eiförmig sowie spitz bis zugespitzt mit einer keilförmigen bis spitzen oder stumpfen bis leicht herzförmigen Basis. Der Blattrand ist öfters wellig. Die Blattspreite ist ganzrandig bis leicht buchtig gekerbt. Die Blattoberseite ist dunkelgrün, die Unterseite hell- bis gräulich- oder bläulichgrün, glauk. Die Mittelader ist beidseits mehr oder weniger behaart, es werden 9 bis 15 Nervenpaare gebildet. Als Früchte werden eiförmige und kantige Nüsse gebildet, die zur Hälfte aus dem 6 bis 8 Millimeter langen, mit kleinen Auswüchsen versehenen, kleinen Fruchtbecher herausragen.

## Verbreitung und Standortansprüche
Die Japanische Buche ist ein häufiger Laubbaum in den tiefen Lagen der gemäßigten Zonen Japans. Dort findet man sie in artenreichen Wäldern auf frischen bis feuchten, leicht sauren bis leicht alkalischen, meist lehmigen Böden. Sie bevorzugt sonnige bis lichtschattige Standorte, ist wärmeliebend und meist frosthart.

## Systematik
Die Japanische Buche ist eine Art aus der Gattung der Buchen. Es können zwei Varietäten unterschieden werden:
- Fagus japonica var. japonica: Sie kommt im zentralen und im südlichen Japan vor.[4]
- Fagus japonica var. multinervis (Nakai) Y.N.Lee. Sie kommt nur auf der koreanischen Insel Ulleungdo vor. Nach R. Govaerts ist sie als eigenständige Art anzusehen: Fagus multinervis Nakai.[4]

## Verwendung
Das Holz der Art wird selten genutzt, sie ist wirtschaftlich weniger bedeutend als die Kerb-Buche (Fagus crenata). Aufgrund der bemerkenswerten Herbstfärbung wird sie vereinzelt als Zierpflanze verwendet.